# ماساتو ساکورای
ماساتو ساکورای (انگلیسی: Masato Sakurai؛ زادهٔ ۲۵ سپتامبر ۱۹۸۶) بازیکن فوتبال اهل ژاپن است.